# Mayumi Yamaguchi
Mayumi Yamaguchi (山口 眞弓?, Yamaguchi Mayumi; Prefettura di Iwate, 12 maggio 1975) è una doppiatrice giapponese.
Lavora per Accent.

## Doppiaggio

### Serie anime
- La legge di Ueki (Tarō Myōjin)
- Ojamajo Doremi (Hasebe, Leon)
- Fighting Beauty Wulong (Yunbo Naniwa)
- Gad Guard (Linda)
- Galaxy Angel (Forte Stollen)
- Konjiki no Gash Bell!! (Bamū)
- Shijō saikyō no deshi Ken'ichi (Taichi Koga)
- Digital Monster X-Evolution (MetalGarurumon X)
- Digimon Adventure serie (Gabumon) (debutto)
- Digimon Tamers (Henry Wong)
- Duel Masters (Fōsu)
- Tanken Driland (Hagan)
- Naruto (Orochimaru (giovane))
- Fullmetal Alchemist (Envy, altri)
- Trinity Blood (Paula)
- Black Cat (Shiki)
- Pokémon Advanced Generation (Clefairy)
- PoPoLoCrois (Bomu)
- Paranoia Agent (Taira Yūichi)
- Lovely Idol (Maki Yōko)
- Rockman EXE (Dingo)
- Samurai Champloo (Kawara Sousuke)

### Film d'animazione
- Fullmetal Alchemist the Movie: Il conquistatore di Shamballa (Envy)

### Videogiochi
- Digimon Rumble Arena (Gabumon, MetalGarurumon, Henry Wong, Omegamon)
- Digimon Story: Cyber Sleuth (Gabumon, MetalGarurumon, Omegamon)
- Digimon Story: Cyber Sleuth - Hacker's Memory (Gabumon, Garurumon, MetalGarurumon, Omegamon)
- Digimon Survive (Garurumon)
- Dragon Quest Rivals (Rexanne)
- Fullmetal Alchemist 2: Curse of the Crimson Elixir (Envy)
- Fullmetal Alchemist: Dream Carnival (Envy)
- Galaxy Angel series (Forte Stollen)
- Galaxy Angel II series (Forte Stollen)
- SBK: Snowboard Kids (Jam Kuehnemund)

### Altro
- Justice League (Morgaine le Fey)
- 24 (Jenny Dodge)
- Ed, Edd & Eddy (Nazz)